# Karakuri ningyō

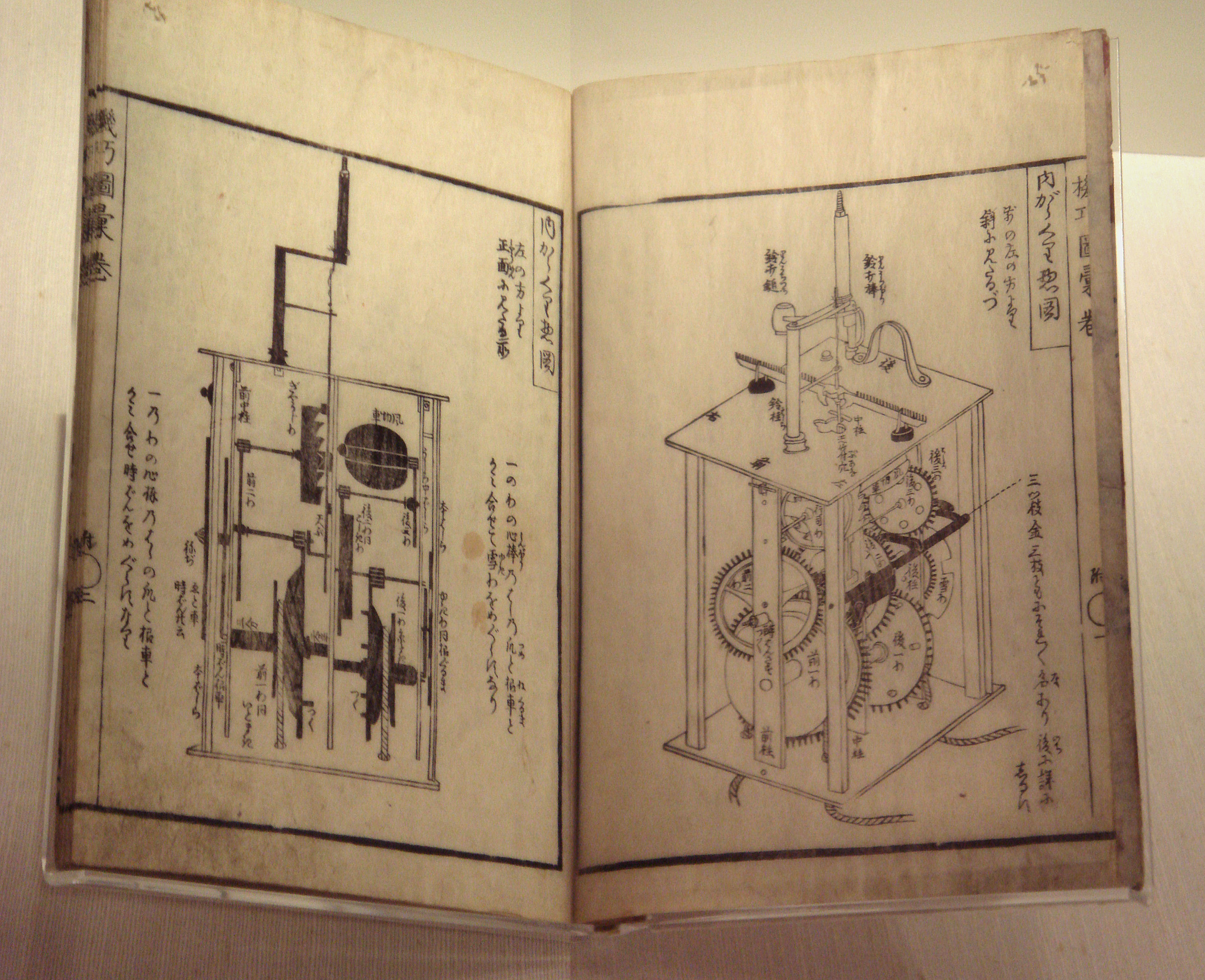
Karakuri Zui (機巧図彙, dt. etwa: „Illustrationssammlung zur Maschinenkunstfertigkeit“) von Hosokawa Hanzō (1796)

Karakuri ningyō (jap. からくり人形, 絡繰り人形, 機関人形 oder auch 機巧人形, dt. „mechanische Puppe/Marionette“) sind japanische, mechanische Puppen bzw. Automaten aus dem 18. und 19. Jahrhundert.
Die meisten Karakuri wurden zu Vergnügungszwecken geschaffen. Ihre Fähigkeiten reichten vom Abschießen von Pfeilen bis hin zum Servieren von Tee.

## Arten
Es gibt drei verschiedene Arten von Karakuri:
- Zashiki karakuri (座敷からくり, dt. „Empfangszimmerapparat“) waren sehr klein und wurden meistens im privaten Rahmen benutzt.
- Dashi karakuri (山車からくり, dt. „Festwagenapparat“) wurden zu religiösen Festen benutzt, bei denen sie alte Mythen und Legenden darstellten.
- Butai karakuri (舞台からくり, dt. „Bühnenapparat“) wurden in Theatern genutzt.

## Zashiki karakuri

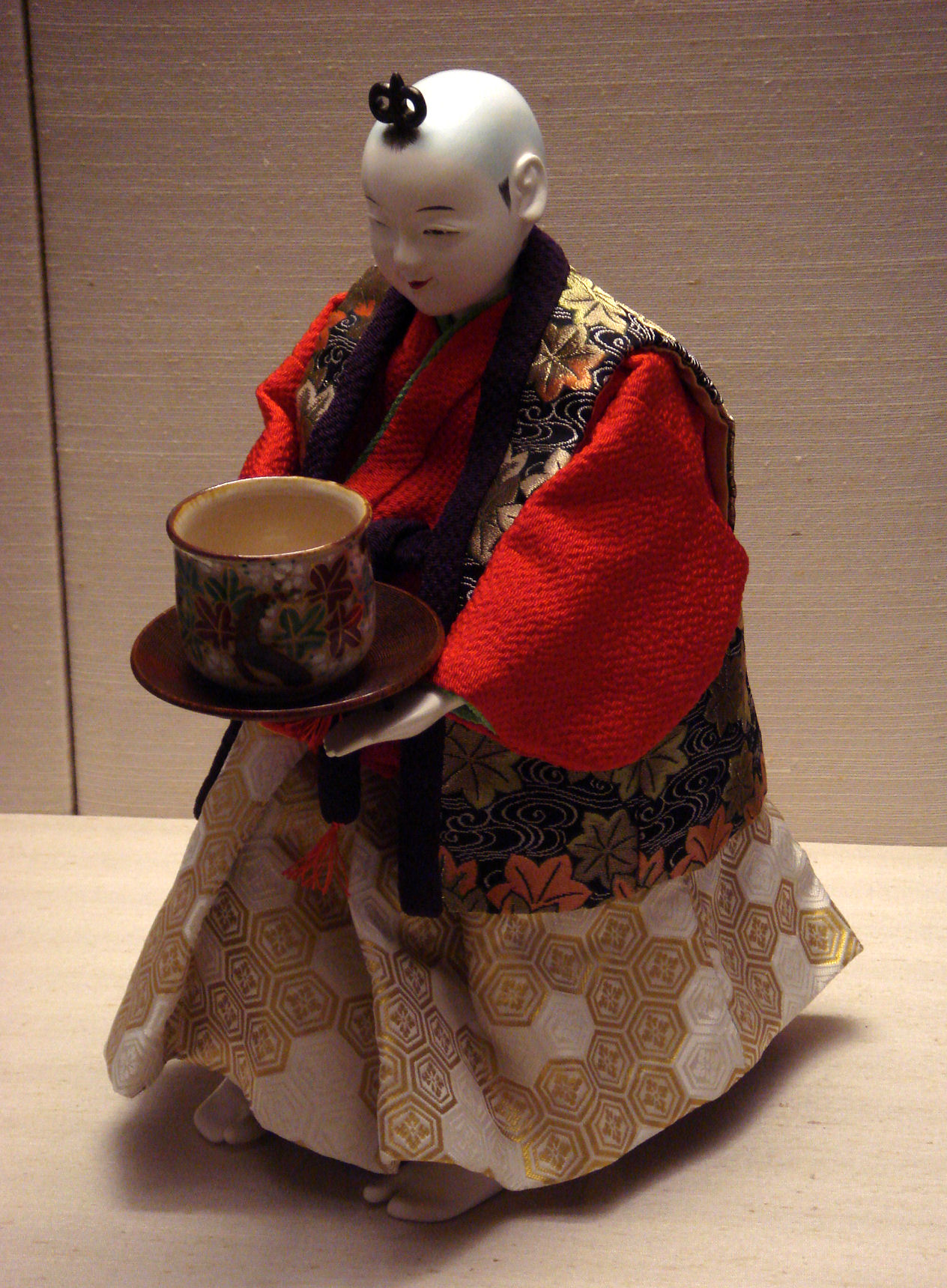
Karakuri-Teeautomat, ca. 1800

Das wohl bekannteste Beispiel eines Zashiki-Karakuri ist auf dem Bild zur Rechten abgebildet. Es handelt sich dabei um einen Automaten, der Tee serviert. Sobald eine Tasse Tee auf seinen Händen abgestellt wird, rollt er eine bestimmte, vorher durch den Gastgeber eingestellte Strecke geradeaus und bewegt dazu die zwei kleinen Füßchen als liefe er. Dazu nickt er durchgehend mit dem Kopf und bietet damit, den Regeln der japanischen Teezeremonie folgend, dem Gast die Teeschale mit einer Verbeugung an. Sobald dieser die Tasse entgegennimmt, stoppt der Roboter. Wenn der Gast die Schale schließlich ausgetrunken und wieder auf dem kleinen Tablett des Roboters abgestellt hat, dreht sich dieser um 180 Grad und bewegt sich zurück zu seinem ursprünglichen Ausgangspunkt, wo er nach dem Herunternehmen der Schale durch den Gastgeber dann wieder verharrt.
Der Mechanismus wird über eine Reihe von Nocken und Hebeln gesteuert und durch die Be- bzw. Entlastung der Hände ausgelöst. Das Gewicht der Tasse betätigt durch die Hebelwirkung der Arme den Schalter, der wiederum die zuvor mit einem Schlüssel aufgezogene Spiralfeder im Inneren freigibt. Diese überträgt die Bewegung dann, wie bei einem mechanischen Uhrwerk, auf die anderen beweglichen Teile. Die Feder wurde üblicherweise aus Fischbein gefertigt.

## Dashi Karakuri

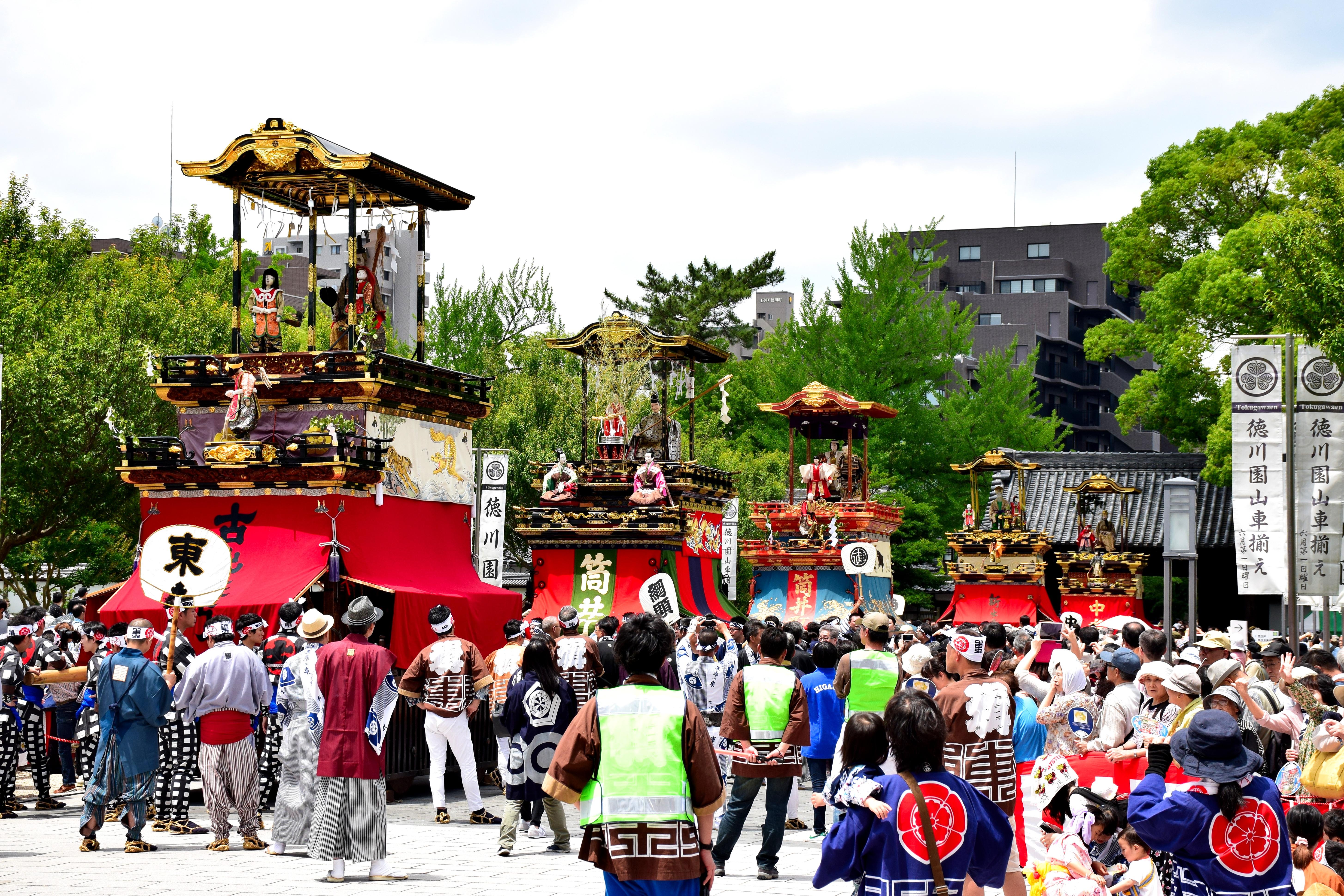
Dashi Karakuri des Tsutsui-chō/Dekimachi Tennōsai in Nagoya.

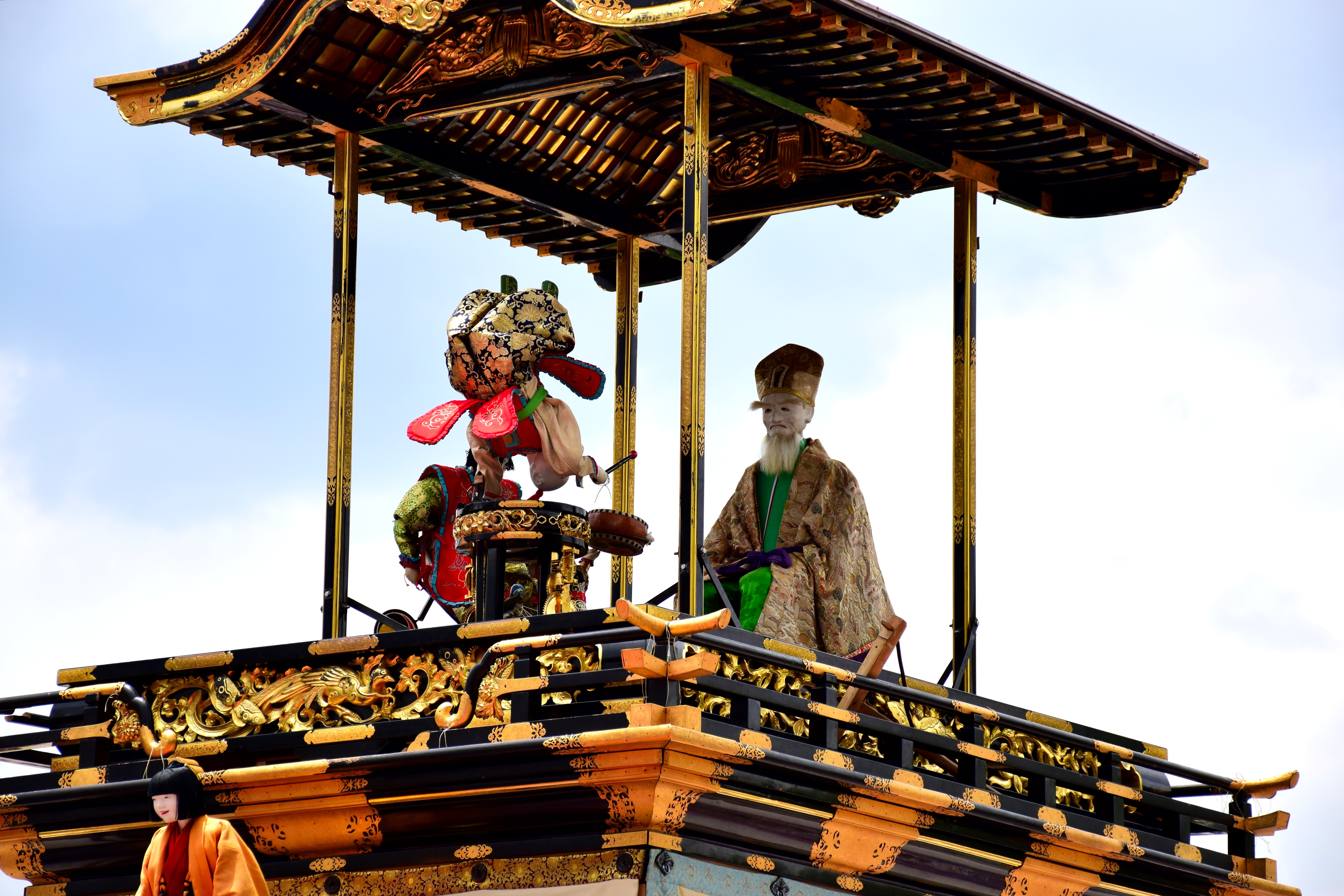
Dashi Karakuri

Dashi Karakuri werden bei den traditionellen Matsuris (Feste) Japans verwendet. Sie befinden sich auf dem obersten Geschoss der sogenannten Dashi-Festumzugswagen, die von bis zu 20 Personen über das Festgelände getragen werden. In der Regel werden mit ihnen Szenen aus örtliche Mythen und Legenden dargestellt und aufgeführt. Im mittleren Geschoss des Umzugswagens wird die Mechanik von Puppenspielern geregelt, während auf dem Untersten die Aufführung von Musikanten begleitet wird. Die Dashi Karakuri und ihr dazugehöriger Umzugswagen galten als Besitz des Volkes, weil sie in der Zusammenarbeit unterschiedlicher lokaler Handwerk- und Technikspezialisten und unter anderen auch mit den finanziellen und materiellen Zuschüssen der Bevölkerung verwirklicht wurden. Sie stellten in ihrer prächtigen Dekoration, ihrer technischen und handwerklichen Ausreifung und somit auch ihrem materiellen Wert den kulturellen und technischen Fortschritt sowie den Wohlstand der Bevölkerung ihrer Provinz dar. Dementsprechend genossen sie unter der Bevölkerung den Ruf als eines der Höhepunkte auf den Matsuris der Edo-Periode. Sie sind bis heute noch in vielen Gebieten Japans kulturell tief in der Festtagstradition verankert und weiterhin präsent.

## Butai Karakuri
Butai Karakuri werden für Theateraufführungen genutzt. Bedient werden die Puppen je nach ihrer Funktionsweise von einem oder mehreren schwarz gekleideten Puppenspielern, die unterschiedliche Körperteile bedienen. Die Farbe schwarz symbolisiert hierbei, dass die Puppenspieler nicht vorhanden sind, in der Regel sind sogar die Gesichter verhüllt, um nicht von den bedienten Puppen abzulenken. Vergleichbar mit dem Kabuki-Theater spielen kunstvolle Tanzbewegungen und Gestiken in den Stücken meist eine größere Rolle als das gesprochene Wort und haben ihre eigene, speziell interpretierbare Symbolsprache. Aus diesen Gründen besitzen die Puppen viele individuelle Mechanismen und Fertigkeiten, die auf die vorgeführten Stücke zugeschnitten werden. Direkte Konversationen zwischen Puppencharakteren stellen in den Karakuristücken die Ausnahme dar. Die Handlung wird hier zumeist von einem Erzähler vorgetragen. Das Karakuri-Theater erfreute sich vor allem in der Edo-Periode großer Popularität und besonders begabte Puppenspieler wurden und werden auch noch heute in den traditionell aufgeführten Stücken wie Stars gefeiert. Heutzutage sind Karakuri-Theateraufführungen immer noch ein beliebtes, kulturell gepflegtes Event.